# Media (Einheit)
Media war ein ungarisches Volumenmaß. Es war  für Flüssigkeiten und  als Getreidemaß geeignet. Das Maß war das  gesetzlich festgelegte Ungarische Halbe.  Ein Reichstagsbeschluss vom Jahre 1807 legte es für ganz Ungarn fest und bestimmte, dass es ab 24. Juni 1808 verbindlich ist. Das Maß war auch die ungarische Icze.
- 1 Media/Halbe = 2 Seitel/Seidel/Meszely = 4 Rimpel/Fel meszely = 42,0185 Pariser Kubikzoll =  0,8335 Liter[1]

## Getreidemaß
- 1 Media = 42 1/55 Pariser Kubikzoll = 21/25 Liter
- 64 Media/Halbe = 1 Metzen (ungarisch. oder preßburger)

## Flüssigkeitsmaß
Als Flüssigkeitsmaß war es ein Weinmaß.
- 1 Media/Halbe = 42 1/55 Pariser Kubikzoll = 21/25 Liter
- Ödenburg 84 Media = 1 Ako
- Pressburg 64 Media = 1 Eimer (pressb.) = 2689,18685 Pariser Kubikzoll = 53,34365 Liter
- Debrecen 50 Media = 1 Czeber (kleiner)
- Debrecen 100 Media = 1 Cseber (großer)
- Tokaj 64 Media = 1 Eimer
- Tokaj 176 Media = 1 Fass